# AVCA All-America 2001-2010 (femminile, NCAA Division I)
Pallavoliste della NCAA Division I inserite nelle due squadre, in seguito tre dal 2002, dell'AVCA All-America Team per il periodo 2001-2010

## Elenco
| Grassetto | AVCA National Player of the Year |

| Stagione |                             |                             |                              |                              |                             |                             |
| Stagione | AVCA All-America First Team | AVCA All-America First Team | AVCA All-America Second Team | AVCA All-America Second Team | AVCA All-America Third Team | AVCA All-America Third Team |
| Stagione | Giocatrice                  | Squadra                     | Giocatrice                   | Squadra                      | Giocatrice                  | Squadra                     |
| -------- | --------------------------- | --------------------------- | ---------------------------- | ---------------------------- | --------------------------- | --------------------------- |
| 2001     | Áurea Cruz                  | Florida                     | Greichaly Cepero             | Nebraska                     | -                           | -                           |
| 2001     | Dana Burkholder             | Arizona                     | Elizabeth Fitzgerald         | Wisconsin                    | -                           | -                           |
| 2001     | Tayyiba Haneef              | CSU Long Beach              | Stacey Gordon                | Ohio State                   | -                           | -                           |
| 2001     | Amber Holmquist             | Nebraska                    | Erin Hartley                 | Michigan State               | -                           | -                           |
| 2001     | Angela Knopf                | Colorado State              | Benavia Jenkins              | Florida                      | -                           | -                           |
| 2001     | Sherisa Livingston          | Wisconsin                   | Jennifer Joines              | Pacific                      | -                           | -                           |
| 2001     | Nancy Metcalf               | Nebraska                    | Jenny Kropp                  | Nebraska                     | -                           | -                           |
| 2001     | Jenna Moscovic              | Texas A&M                   | Keri Nishimoto               | CSU Long Beach               | -                           | -                           |
| 2001     | Jill Talbot                 | Arizona                     | Ogonna Nnamani               | Stanford                     | -                           | -                           |
| 2001     | Logan Tom                   | Stanford                    | Kathleen Olsovsky            | Southern California          | -                           | -                           |
| 2001     | Cheryl Weaver               | CSU Long Beach              | Soraya dos Santos            | Colorado State               | -                           | -                           |
| 2001     | Kim Willoughby              | Hawaii                      | Katherine Wilkins            | Pepperdine                   | -                           | -                           |
| 2002     | Emily Adams                 | Southern California         | Cassandra Busse              | Minnesota                    | Michelle Collier            | South Florida               |
| 2002     | Danielle Bauer              | UC Santa Barbara            | Erin Byrd                    | Wisconsin                    | Lauren Duggins              | Hawaii                      |
| 2002     | Paige Benjamin              | Washington                  | Kimberly Glass               | Arizona                      | Paula Gentil                | Minnesota                   |
| 2002     | Greichaly Cepero            | Nebraska                    | Brittany Hochevar            | CSU Long Beach               | Laura Greene                | North Carolina              |
| 2002     | Áurea Cruz                  | Florida                     | Jennifer Joines              | Pacific                      | Benavia Jenkins             | Florida                     |
| 2002     | Stacey Gordon               | Ohio State                  | Nicole McCray                | Florida                      | Mia Jerkov                  | UC Berkeley                 |
| 2002     | Amber Holmquist             | Nebraska                    | Lynnette Moster              | Georgia Tech                 | Christy Myers               | Missouri                    |
| 2002     | Lily Kahumoku               | Hawaii                      | Ogonna Nnamani               | Stanford                     | Brooke Niles                | UC Santa Barbara            |
| 2002     | Sara McGee                  | Stanford                    | Laura Pilakowski             | Nebraska                     | Molly O'Brien               | Northern Iowa               |
| 2002     | April Ross                  | Southern California         | Becky Potter                 | Santa Clara                  | Morgan Shields              | Wisconsin                   |
| 2002     | Logan Tom                   | Stanford                    | Cara Smith                   | Penn State                   | Elisha Thomas               | CSU Long Beach              |
| 2002     | Kim Willoughby              | Hawaii                      | Katherine Wilkins            | Pepperdine                   | Mira Topić                  | Texas                       |
| 2003     | Emily Adams                 | Southern California         | Keao Burdine                 | Southern California          | Lisa Argabright             | Illinois                    |
| 2003     | Cassandra Busse             | Minnesota                   | Melissa Elmer                | Nebraska                     | Julie DuPont                | Cincinnati                  |
| 2003     | Bibiana Candelas            | Southern California         | Paula Gentil                 | Minnesota                    | Jennifer Fopma              | CSU Northridge              |
| 2003     | Áurea Cruz                  | Florida                     | Stacey Gordon                | Ohio State                   | Kimberly Glass              | Arizona                     |
| 2003     | Kele Eveland                | Georgia Tech                | Jennifer Harvey              | Stanford                     | Wendy Hatlestad             | Pittsburgh                  |
| 2003     | Lauren Goehring             | Kansas State                | Benavia Jenkins              | Florida                      | Kanoe Kamana'o              | Hawaii                      |
| 2003     | Jennifer Joines             | Pacific                     | Mia Jerkov                   | UC Berkeley                  | Erin Moore                  | Michigan                    |
| 2003     | Ogonna Nnamani              | Stanford                    | Lily Kahumoku                | Hawaii                       | Lynnette Moster             | Georgia Tech                |
| 2003     | April Ross                  | Southern California         | Melissa Munsch               | Texas A&M                    | Becky Potter                | Santa Clara                 |
| 2003     | Cara Smith                  | Penn State                  | Sanja Tomašević              | Washington                   | Kim Turner                  | Utah                        |
| 2003     | Katherine Wilkins           | Pepperdine                  | Samantha Tortorello          | Penn State                   | Linette White               | Southwest Missouri State    |
| 2003     | Kim Willoughby              | Hawaii                      | Sherri Williams              | Florida                      | Kelly Wing                  | UC Irvine                   |
| 2004     | Emily Adams                 | Southern California         | Devon Forster                | San Diego                    | Lauren Brewster             | Notre Dame                  |
| 2004     | Kelly Bowman                | Minnesota                   | Bethany Howden               | Texas                        | Bibiana Candelas            | Southern California         |
| 2004     | Keao Burdine                | Southern California         | Lindsey Hunter               | Missouri                     | Jane Collymore              | Florida                     |
| 2004     | Melissa Elmer               | Nebraska                    | Laura Jones                  | Texas A&M                    | Alexis Crimes               | CSU Long Beach              |
| 2004     | Paula Gentil                | Minnesota                   | Camille Leffall              | UC Berkeley                  | Julie Knytych               | Tennessee                   |
| 2004     | Stacey Gordon               | Ohio State                  | Marisa Main                  | Ohio State                   | Krystal McFarland           | UC Los Angeles              |
| 2004     | Kanoe Kamana'o              | Hawaii                      | Christal Morrison            | Washington                   | Lynnette Moster             | Georgia Tech                |
| 2004     | Ogonna Nnamani              | Stanford                    | Syndie Nadeau                | Penn State                   | Melissa Munsch              | Texas A&M                   |
| 2004     | Sarah Pavan                 | Nebraska                    | Victoria Prince              | Hawaii                       | Jill Odenthal               | Wisconsin                   |
| 2004     | Courtney Thompson           | Washington                  | Jennifer Saleaumua           | Nebraska                     | Alexandra Oquendo           | Georgia                     |
| 2004     | Mira Topić                  | Texas                       | Kelly Wing                   | UC Irvine                    | Lindsey Sherburne           | San Diego                   |
| 2004     | Samantha Tortorello         | Penn State                  | Chrissie Zartman             | UC Los Angeles               | Ana Yartseva                | Louisville                  |
| 2005     | Jane Collymore              | Florida                     | Foluke Akinradewo            | Stanford                     | Jennifer Abernathy          | Arizona                     |
| 2005     | Melissa Elmer               | Nebraska                    | Kristen Andre                | Tennessee                    | Anna Cmaylo                 | Santa Clara                 |
| 2005     | Kimberly Glass              | Arizona                     | Leticia Armstrong            | Texas                        | Kanoe Kamana'o              | Hawaii                      |
| 2005     | Christina Houghtelling      | Nebraska                    | Lauren Brewster              | Notre Dame                   | Bryn Kehoe                  | Stanford                    |
| 2005     | Lindsey Hunter              | Missouri                    | Bibiana Candelas             | Southern California          | Brandy Magee                | Texas                       |
| 2005     | Laura Jones                 | Texas A&M                   | Nicole Fawcett               | Penn State                   | Crystal Matich              | Santa Clara                 |
| 2005     | Sarah Pavan                 | Nebraska                    | Jennifer Hoffman             | Louisville                   | Angela McGinnis             | Florida                     |
| 2005     | Cassie Perret               | Santa Clara                 | Candace Lee                  | Washington                   | Nana Meriwether             | UC Los Angeles              |
| 2005     | Kristin Richards            | Stanford                    | Marisa Main                  | Ohio State                   | Danielle Meyer              | Ohio State                  |
| 2005     | Courtney Thompson           | Washington                  | Victoria Prince              | Hawaii                       | Christal Morrison           | Washington                  |
| 2005     | Sanja Tomašević             | Washington                  | Olena Ustymenko              | Louisville                   | Jennifer Saleaumua          | Nebraska                    |
| 2005     | Samantha Tortorello         | Penn State                  | Melissa Walbridge            | Penn State                   | Sheila Shaw                 | Wisconsin                   |
| 2006     | Foluke Akinradewo           | Stanford                    | Alesha Deesing               | Washington                   | Kristen Carlson             | San Diego                   |
| 2006     | Cynthia Barboza             | Stanford                    | Ashley Engle                 | Texas                        | Katie Carter                | UC Los Angeles              |
| 2006     | Nicole Fawcett              | Penn State                  | Christa Harmotto             | Penn State                   | Rachel Holloway             | Nebraska                    |
| 2006     | Megan Hodge                 | Penn State                  | Joanna Kaczor                | Southern California          | Jamie Houston               | Hawaii                      |
| 2006     | Kanoe Kamana'o              | Hawaii                      | Bryn Kehoe                   | Stanford                     | Danielle Meyer              | Ohio State                  |
| 2006     | Jordan Larson               | Nebraska                    | Marisa Main                  | Ohio State                   | Michelle Moriarty           | Texas                       |
| 2006     | Angela McGinnis             | Florida                     | Amber McCray                 | Florida                      | Ashley Nu'u                 | Colorado                    |
| 2006     | Nana Meriwether             | UC Los Angeles              | Meredith Nelson              | Minnesota                    | Kristin Richards            | Stanford                    |
| 2006     | Christal Morrison           | Washington                  | Angela Pressey               | UC Berkeley                  | Eliane Santos               | Oklahoma                    |
| 2006     | Sarah Pavan                 | Nebraska                    | Airial Salvo                 | Utah                         | Debora Seilhamer            | Southern California         |
| 2006     | Mary Spicer                 | UC Los Angeles              | Jackie Simpson               | Wisconsin                    | Jessica Swarbrick           | Washington                  |
| 2006     | Courtney Thompson           | Washington                  | Tracy Stalls                 | Nebraska                     | Whitney Webb                | Utah                        |
| 2007     | Foluke Akinradewo           | Stanford                    | Taylor Carico                | Southern California          | Kylie Atherstone            | Cal Poly                    |
| 2007     | Cynthia Barboza             | Stanford                    | Hana Čutura                  | UC Berkeley                  | Mekana Barnes               | Colorado State              |
| 2007     | Juliann Faucette            | Texas                       | Brittney Dolgner             | Wisconsin                    | Chelsea Goodman             | Brigham Young               |
| 2007     | Nicole Fawcett              | Penn State                  | Alisha Glass                 | Penn State                   | Marcie Hampton              | Florida                     |
| 2007     | Christa Harmotto            | Penn State                  | Rachel Holloway              | Nebraska                     | Hui Ping Huang              | St. John's                  |
| 2007     | Megan Hodge                 | Penn State                  | Destinee Hooker              | Texas                        | Natal'ja Korobkova          | Kansas State                |
| 2007     | Joanna Kaczor               | Southern California         | Christina Houghtelling       | Nebraska                     | Jordan Larson               | Nebraska                    |
| 2007     | Bryn Kehoe                  | Stanford                    | Alexandra Klineman           | Stanford                     | Tamari Miyashiro            | Washington                  |
| 2007     | Christal Morrison           | Washington                  | Gorana Maričić               | Oregon                       | Michelle Moriarty           | Texas                       |
| 2007     | Sarah Pavan                 | Nebraska                    | Angela McGinnis              | Florida                      | Lauren Paolini              | Texas                       |
| 2007     | Angela Pressey              | UC Berkeley                 | Tracy Stalls                 | Nebraska                     | Taylor Reineke              | Wisconsin                   |
| 2007     | Mary Spicer                 | UC Los Angeles              | Jessica Swarbrick            | Washington                   | Ashley Schatzle             | Michigan State              |
| 2008     | Foluke Akinradewo           | Stanford                    | Sydney Anderson              | Nebraska                     | Lori Baird                  | Utah                        |
| 2008     | Cynthia Barboza             | Stanford                    | Blair Brown                  | Penn State                   | Anna Cmaylo                 | Santa Clara                 |
| 2008     | Hana Čutura                 | UC Berkeley                 | Laura DeBruler               | Illinois                     | Kanani Danielson            | Hawaii                      |
| 2008     | Ashley Engle                | Texas                       | Brook Dieter                 | Minnesota                    | Jeanne Fairchild            | New Mexico                  |
| 2008     | Nicole Fawcett              | Penn State                  | Neticia Enesi                | Oregon                       | Jessica Fine                | UC Los Angeles              |
| 2008     | Alisha Glass                | Penn State                  | Jamie Houston                | Hawaii                       | Lauren Gibbemeyer           | Minnesota                   |
| 2008     | Christa Harmotto            | Penn State                  | Carli Lloyd                  | UC Berkeley                  | Jenna Hagglund              | Washington                  |
| 2008     | Megan Hodge                 | Penn State                  | Kaylee Manns                 | Iowa State                   | Danielle Hepburn            | Clemson                     |
| 2008     | Destinee Hooker             | Texas                       | Gorana Maričić               | Oregon                       | Natal'ja Korobkova          | Kansas State                |
| 2008     | Alexandra Klineman          | Stanford                    | Tamari Miyashiro             | Washington                   | Ashley Mass                 | Iowa State                  |
| 2008     | Jordan Larson               | Nebraska                    | Tara Mueller                 | Nebraska                     | Jana Matiašovská            | Louisville                  |
| 2008     | Stephanie Lynch             | Purdue                      | Jessica Swarbrick            | Washington                   | Sammi McCloud               | Saint Louis                 |
| 2008     | Lauren Paolini              | Texas                       | Arielle Wilson               | Penn State                   | Kelly Murphy                | Florida                     |
| 2008     | Mary Spicer                 | UC Los Angeles              | Alexandra Zimmerman          | Michigan                     | Julie Rubenstein            | Pepperdine                  |
| 2009     | Blair Brown                 | Penn State                  | Brianna Barry                | Florida State                | Sarah Ammerman              | Texas A&M                   |
| 2009     | Brittnee Cooper             | Louisiana State             | Kindra Carlson               | Washington                   | Sydney Anderson             | Nebraska                    |
| 2009     | Hana Čutura                 | UC Berkeley                 | Brooke Delano                | Nebraska                     | Ashley Benson               | Indiana                     |
| 2009     | Kanani Danielson            | Hawaii                      | Amanda Gil                   | UC Los Angeles               | Taylor Carico               | Southern California         |
| 2009     | Laura DeBruler              | Illinois                    | Alexandra Klineman           | Stanford                     | Aneli Cubi-Otineru          | Hawaii                      |
| 2009     | Ashley Engle                | Texas                       | Carli Lloyd                  | UC Berkeley                  | Megan Dooley                | Pittsburgh                  |
| 2009     | Lauren Gibbemeyer           | Minnesota                   | Kaylee Manns                 | Iowa State                   | Neticia Enesi               | Oregon                      |
| 2009     | Alisha Glass                | Penn State                  | Tamari Miyashiro             | Washington                   | Juliann Faucette            | Texas                       |
| 2009     | Megan Hodge                 | Penn State                  | Kelly Murphy                 | Florida                      | Lindsay Fletemier           | Dayton                      |
| 2009     | Destinee Hooker             | Texas                       | Sonja Newcombe               | Oregon                       | Jenna Hagglund              | Washington                  |
| 2009     | Cassidy Lichtman            | Stanford                    | Janet Okogbaa                | Stanford                     | Victoria Henson             | Iowa State                  |
| 2009     | Ashley Mass                 | Iowa State                  | Rachel Rourke                | Oregon State                 | Alexandra Jupiter           | Southern California         |
| 2009     | Arielle Wilson              | Penn State                  | Sarah Rumely                 | Kentucky                     | Juliana Paz                 | Michigan                    |
| 2009     | Alexandra Zimmerman         | Michigan                    | Ali Troost                   | San Diego                    | Serinity Phillips           | Notre Dame                  |
| 2010     | Rachael Adams               | Texas                       | Kendall Bateman              | Southern California          | Gabi Ailes                  | Stanford                    |
| 2010     | Ashley Benson               | Indiana                     | Kindra Carlson               | Washington                   | Brianne Barker              | Oklahoma                    |
| 2010     | Blair Brown                 | Penn State                  | Lindsay Fletemier            | Dayton                       | Michelle Bartsch            | Illinois                    |
| 2010     | Kanani Danielson            | Hawaii                      | Tyler Henderson              | Tulsa                        | Ellie Blankenship           | Northern Iowa               |
| 2010     | Brooke Delano               | Nebraska                    | Brittany Hewitt              | Hawaii                       | Lane Carico                 | Miami (Florida)             |
| 2010     | Juliann Faucette            | Texas                       | Lindsey Licht                | Nebraska                     | Kellie Catanach             | Duke                        |
| 2010     | Victoria Henson             | Iowa State                  | Deja McClendon               | Penn State                   | Nikki Fowler                | Tennessee                   |
| 2010     | Alexandra Jupiter           | Southern California         | Sabel Moffett                | Northwestern                 | Hillary Haen                | Illinois                    |
| 2010     | Alexandra Klineman          | Stanford                    | Stephanie Niemer             | Cincinnati                   | Jaclyn Hart                 | Purdue                      |
| 2010     | Cassidy Lichtman            | Stanford                    | Bre Payton                   | Northern Iowa                | Alex Hunt                   | Michigan                    |
| 2010     | Carli Lloyd                 | UC Berkeley                 | Rebecca Perry                | Washington                   | Jennifer Keddy              | Cal Poly                    |
| 2010     | Kelly Murphy                | Florida                     | Colleen Ward                 | Illinois                     | Ashley Mass                 | Iowa State                  |
| 2010     | Tarah Murrey                | UC Berkeley                 | Hannah Werth                 | Nebraska                     | Regina Thomas               | Mississippi                 |
| 2010     | Arielle Wilson              | Penn State                  | Alexandra Zimmerman          | Michigan                     | Lauren Williams             | Southern California         |